# Savitribai Phule
Savitribai Phule (Naigaon, 3 gennaio 1831 – Pune, 10 marzo 1897) è stata una poetessa, scrittrice e attivista indiana, conosciuta come la prima insegnante indiana.

## Biografia
Savitribai nasce nel 1831, nel piccolo villaggio di Naigaon, oggi facente parte del grande conglomerato urbano di Mumbai e facente parte dello Stato di Maharashtra. Era la primogenita di Lakshmi e Khandoji Neveshe Patil, entrambi appartenenti alla casta Mali, storicamente dedita alla coltivazione, in particolare dei fiori. Nel 1840 all'età di nove anni, fu data in sposa, grazie a un matrimonio combinato da genitori, a Jyotirao Phule, un ragazzo di soli 13 anni appartenente alla sua stessa casta. Il marito diventerà poi uno scrittore e riformatore sociale, fortemente opposto al sistema delle caste e insieme si adopereranno per proteggere i più deboli.
La sua istruzione iniziò molto tardi e avvenne a casa con l'aiuto del marito. Successivamente s'iscrisse a due programmi di formazione per insegnanti il primo presso un'istituzione gestita dalla missionaria americana Cynthia Farrar ad Ahmednagar, e poi presso la Scuola Normale di Pune.
Il 1º gennaio 1848 lei e il marito aprirono la prima scuola indiana per sole ragazze, la "Bhide Wada" nella città di Pune. Lei divenne la prima donna di origine indiana a insegnare nel suo Paese. Alla scuola s'iscrissero solo otto allieve. La decisione fu osteggiata da molti che la sbeffeggiarano per strada lanciandole pomodori. Dopo soli tre anni le scuole erano divenute tre e le allieve circa 150. Da allora in poi il numero di scuole e allieve non fece che crescere.
Nel 1852 fondò la prima scuola per le ragazze appartenenti alla casta degli "intoccabili" di cui divenne direttrice.
Nel 1854 pubblicò il suo primo libro di poesie Kavya Phule e nel 1892 il suo secondo Bavan Kashi Subodh Ratnakar. Particolarmente conosciuta in India è la poesia intitolata "Go, Get Education" in cui esorta le classi più deboli a innalzarsi attraverso l'educazione. Aprì anche la "Home for the Prevention of Infanticide" per evitare l'infanticidio di bambini non desiderati e aiutare le donne in difficoltà. Si adoperò anche per far vietare i matrimoni precoci e per permettere alle vedove di risposarsi.
Pioniera in molti campi, permise al figlio adottivo Yeshwant, nato nel rifugio da lei creato, di sposarsi secondo i suoi desideri, senza piegarsi alle tradizioni e accogliendo in casa la futura nuora prima del matrimonio e aiutandola a studiare. Nel 1890 guidò perfino la processione funebre del marito, cosa assolutamente contraria a tutte le regole del tempo e che fece molto scalpore, ma che forgiò la sua immagine di donna libera e progressista.
Morì di peste nel 1897, nella clinica creata da lei e dal figlio nella periferia di Pune.

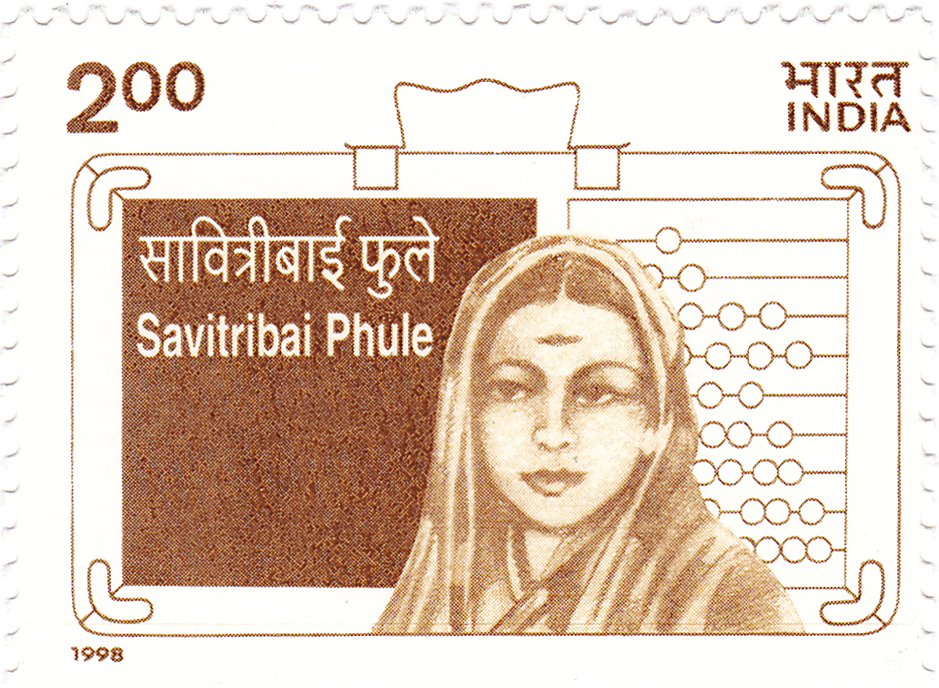
Francobollo indiano del 1998 con Savitribai Phule

## Premi e riconoscimenti
- Nel 1852 il governo britannico la nominò migliore insegnante dell'anno.[8]
- Nel 1983 le viene innalzato un memoriale nella città di Pune.[9]
- Nel 1998 fu emesso un francobollo con la sua effigie.
- Nel 2014 l'Università di Pune è stata ribattezzata Savitribai Phule University.[10]